# James Henry Emerton
James Henry Emerton, född den 31 mars 1847 i Salem, Massachusetts, död den 5 december 1931 i Boston, Massachusetts, var en amerikansk araknolog och illustratör.
Auktorsnamnet Emerton kan användas för James Henry Emerton i samband med ett vetenskapligt namn inom zoologin; se Wikipedia-artiklar som länkar till auktorsnamnet.

## Taxa uppkallade efter Emerton
- Autolytus emertoni
- Emertonia
- Gymnobela emertoni
- Pleurotomella emertonii
- Polycerella emertoni
- Turbonilla emertoni